# دانشگاه لیژ
دانشگاه لیِژ (فرانسوی: Université de Liège‎) یک دانشگاه تحقیقاتی دولتی در لیژ واقع در منطقه والونی کشور بلژیک است که در سال ۱۸۱۷ میلادی بنیان‌نهاده شده‌است و زبان رسمی آن، فرانسوی است. مطابق آخرین رده‌بندی‌های اعلام شده این دانشگاه در رتبه ۳۹۱ رده بندی کیواس، رتبه ۲۰۱-۳۰۰  رتبه‌بندی شانگهای و رتبه ۳۰۱-۳۵۰ رده‌بندی تایمز قرار داشته است.